# CSPro
CSPro是人口普查和调查处理系统（Census and Survey Processing System）的简称，是由美国普查局和ICF国际公司ICF International开发的公有领域数据处理软件包。开发资金主要来自美国国际开发署。这个軟體框架的主要目的是设计用于数据收集和处理的应用程序。

## 外部鏈接
- 官方网站
- CSPro Users （页面存档备份，存于）
- Serpro S.A.